# Daiki Hashioka
Daiki Hashioka (橋岡 大樹, Hashioka Daiki) né le 17 mai 1999 à Saitama au Japon, est un footballeur international japonais qui joue au poste d'arrière droit au Slavia Prague.

## Biographie

### Urawa Red Diamonds
Daiki Hashioka est formé au Urawa Red Diamonds. En novembre 2017 est annoncé sa promotion en équipe première pour la saison suivante. C'est avec son club formateur qu'il réalise ses débuts en professionnel, jouant ses deux premiers matchs en Coupe de la Ligue, pour une double confrontation en quarts de finale face au Cerezo Osaka le 30 août (0-0) et le 3 septembre 2017 (2-2). Il fait ses premiers pas dans le championnat japonais le 11 avril 2018, lors d'une victoire de son équipe (2-3) sur la pelouse du Vissel Kobe.
Le 9 décembre 2018, il joue la finale de la Coupe de l'Empereur avec Urawa face au Vegalta Sendai. Il est titulaire au poste de milieu droit lors de ce match, et son équipe s'impose sur le score de 1-0. Il remporte ainsi le premier trophée de sa carrière.
Le 6 mars 2019, il fait ses débuts en Ligue des champions d'Asie contre le club thaïlandais de Buriram United. Lors de cette rencontre, il est auteur d'une belle prestation, puisqu'il inscrit deux buts pour son équipe, contribuant ainsi à la nette victoire des siens (3-0).

### Saint-Trond VV
Daiki Hashioka rejoint le club belge du Saint-Trond VV en janvier 2021 sous forme de prêt jusqu'à la fin de la saison,.
Le 30 décembre 2021, Saint-Trond le recrute définitivement. Le transfert prend effet au 1er janvier 2022.

### Luton Town
Il s'engage avec Luton Town fin janvier 2024.

### Slavia Prague
Lors de l'été 2025, Daiki Hashioka rejoint la Tchéquie en signant en faveur de l'un des clubs les plus importants du pays, le Slavia Prague. Le transfert est annoncé le 27 juin 2025 et l'international japonais signe un contrat de quatre ans, soit jusqu'en juin 2029.

### Équipe nationale
Daiki Hashioka compte cinq sélections avec l'équipe du Japon des moins de 19 ans. Il participe avec cette équipe au championnat d'Asie des moins de 19 ans en 2018. Lors de cette compétition, il joue quatre matchs, avec pour résultats trois victoires et une défaite. Le Japon s'incline en demi-finale face à l'Arabie saoudite.

## Vie privée
Daiki Hashioka est le frère de Kazuki Hashioka (en), lui aussi footballeur. Il est également le cousin de Yūki Hashioka, un athlète japonais spécialiste du saut en longueur.

## Statistiques

### En club
| Saison                | Club                  | Championnat           | Championnat | Championnat | Coupe nationale | Coupe nationale | Coupe de la Ligue | Coupe de la Ligue | Supercoupe | Supercoupe | Compétition(s) continentale(s) | Compétition(s) continentale(s) | Compétition(s) continentale(s) | Total | Total |
| Saison                | Club                  | Division              | M.          | B.          | M.              | B.              | M.                | B.                | M.         | B.         | Comp.                          | M.                             | B.                             | M.    | B.    |
| 2017                  | Urawa Red Diamonds    | J1 League             | -           | -           | 0               | 0               | 2                 | 0                 | -          | -          | -                              | -                              | -                              | 2     | 0     |
| 2018                  | Urawa Red Diamonds    | J1 League             | 25          | 1           | 4               | 0               | 5                 | 0                 | -          | -          | -                              | -                              | -                              | 34    | 1     |
| 2019                  | Urawa Red Diamonds    | J1 League             | 18          | 2           | 1               | 0               | -                 | -                 | 1          | 0          | ACL                            | 8                              | 2                              | 28    | 4     |
| 2020                  | Urawa Red Diamonds    | J1 League             | 31          | 1           | -               | -               | 1                 | 0                 | -          | -          | -                              | -                              | -                              | 32    | 1     |
| Sous-total            | Sous-total            | Sous-total            | 74          | 4           | 5               | 0               | 8                 | 0                 | 1          | 0          | -                              | 8                              | 2                              | 96    | 6     |
| 2020-2021             | Saint-Trond VV (prêt) | Jupiler Pro League    | 6           | 0           | 0               | 0               | -                 | -                 | -          | -          | -                              | -                              | -                              | 6     | 0     |
| 2021-2022             | Saint-Trond VV (prêt) | Jupiler Pro League    | 18          | 0           | 1               | 0               | -                 | -                 | -          | -          | -                              | -                              | -                              | 19    | 0     |
| 2021-2022             | Saint-Trond VV        | Jupiler Pro League    | 12          | 0           | 0               | 0               | -                 | -                 | -          | -          | -                              | -                              | -                              | 12    | 0     |
| 2022-2023             | Saint-Trond VV        | Jupiler Pro League    | 32          | 0           | 3               | 0               | -                 | -                 | -          | -          | -                              | -                              | -                              | 35    | 0     |
| 2023-2024             | Saint-Trond VV        | Jupiler Pro League    | 18          | 2           | 1               | 0               | -                 | -                 | -          | -          | -                              | -                              | -                              | 19    | 2     |
| Sous-total            | Sous-total            | Sous-total            | 86          | 2           | 5               | 0               | -                 | -                 | -          | -          | -                              | -                              | -                              | 91    | 2     |
| 2023-2024             | Luton Town            | Premier League        | 10          | 0           | 1               | 0               | -                 | -                 | -          | -          | -                              | -                              | -                              | 11    | 0     |
| Total sur la carrière | Total sur la carrière | Total sur la carrière | 170         | 6           | 11              | 0               | 8                 | 0                 | 1          | 0          | -                              | 8                              | 2                              | 198   | 8     |

### En sélection
| Saison                | Sélection             | Phases finales                | Phases finales | Phases finales | Phases finales | Éliminatoires | Éliminatoires | Éliminatoires | Éliminatoires | Amicaux | Amicaux | Amicaux | Total | Total | Total |
| Saison                | Sélection             | Comp.                         | M.             | B.             | P.d.           | Comp.         | M.            | B.            | P.d.          | M.      | B.      | P.d.    | M.    | B.    | P.d.  |
| --------------------- | --------------------- | ----------------------------- | -------------- | -------------- | -------------- | ------------- | ------------- | ------------- | ------------- | ------- | ------- | ------- | ----- | ----- | ----- |
| 2019-2020             | Japon                 | Coupe d'Asie de l'Est 2019    | 2              | 0              | 0              | -             | -             | -             | -             | -       | -       | -       | 2     | 0     | 0     |
| 2020-2021             | Japon                 | -                             | -              | -              | -              | CdM 2022      | 0             | 0             | 0             | -       | -       | -       | 0     | 0     | 0     |
| 2021-2022             | Japon                 | Coupe d'Asie de l'Est 2022    | -              | -              | -              | CdM 2022      | -             | -             | -             | -       | -       | -       | 0     | 0     | 0     |
| 2022-2023             | Japon                 | Coupe du monde 2022           | -              | -              | -              | -             | -             | -             | -             | 1       | 0       | 0       | 1     | 0     | 0     |
| 2023-2024             | Japon                 | Coupe d'Asie des nations 2023 | -              | -              | -              | CdM 2026      | 2             | 0             | 0             | 4       | 0       | 0       | 6     | 0     | 0     |
| Total sur la carrière | Total sur la carrière | Total sur la carrière         | 2              | 0              | 0              | -             | 2             | 0             | 0             | 5       | 0       | 0       | 9     | 0     | 0     |

## Palmarès
Urawa Red Diamonds
- Vainqueur de la Coupe de l'Empereur
  - 2018